# Sibia à longue queue
Heterophasia picaoides
Espèce
Statut de conservation UICN

 LC  : Préoccupation mineure
La Sibia à longue queue (Heterophasia picaoides) est une espèce de passereaux de la famille des Leiothrichidae.

## Répartition et habitat
Cet oiseau vit dans les forêts vertes et les forêts de chênes et de pins de Chine, du Laos, de Birmanie, du Népal, de Thaïlande, du Vietnam, de Sumatra et de Malaisie.